# Sebastian Pschernig
Sebastian Pschernig (* 20. September 2005 in Klagenfurt) ist ein österreichischer Fußballspieler.

## Karriere
Pschernig begann seine Karriere beim SK Austria Klagenfurt. Zur Saison 2019/20 wechselte er in die Akademie des Wolfsberger AC. Zur Saison 2021/22 kehrte er in die Klagenfurter Akademie zurück. Im Oktober 2022 debütierte er für die Amateure der Klagenfurter in der viertklassigen Kärntner Liga. Bis zum Ende der Saison 2022/23 absolvierte er zwei Partien für Klagenfurt II. In der Saison 2023/24 kam er zu 29 Einsätzen, in der Saison 2024/25 absolvierte er 14 Partien.
Zur Saison 2025/26 rückte Pschernig in den Profikader des Zweitligisten. Sein Debüt in der 2. Liga gab er im August 2025, als er am ersten Spieltag jener Saison gegen den SV Austria Salzburg in der Startelf stand.